# Andreas Köpke
Andreas Köpke   (Kiel, 12 de març de 1962) és un exfutbolista alemany de la dècada de 1990.
Fou 59 cops internacional amb la selecció alemanya amb la qual participà en la Copa del Món de futbol de 1990 i a la Copa del Món de futbol de 1994.
Pel que fa a clubs, defensà els colors de Holstein Kiel, 1. FC Nürnberg, Eintracht Frankfurt i Olympique de Marsella.

## Palmarès
1. FC Nürnberg
- 2. Bundesliga: 2000-01

Alemanya
- Copa del Món de futbol: 1990
- Eurocopa de futbol: 1996